# کهن گدار
کهن گدار،،این روستا از نظر اب و هوایی بسیار عالی و همچنین یک مرکز توریستی تفریحی میباشد.روستایی از توابع   بخش احمدی شهرستان حاجی‌آباد در استان هرمزگان ایران است.

## جمعیت
این روستا در دهستان کوه شاه قرار دارد و براساس سرشماری مرکز آمار ایران در سال ۱۳۸۵، جمعیت آن ۴۰ نفر (۹خانوار) بوده‌است.